# Isei Colati
Pas d'image ? Cliquez ici

a Compétitions nationales et continentales officielles uniquement.

b Matchs officiels uniquement.
Dernière mise à jour le 18 février 2022.
Isei Colati, né le 23 décembre 1983 à Suva (Fidji), est un joueur de rugby à XV international fidjien évoluant au poste de pilier. Il évolue avec l'Espérance Saint-Léger en Fédérale 3 depuis 2021.

## Carrière

### En club
Isei Colati commence sa carrière au niveau amateur dans le championnat national fidjien.Il joue d'abord au poste de centre, avant de passer troisième ligne aile, et enfin pilier. En 2007, il dispute la Pacific Rugby Cup avec les Fiji Barbarians. 
En 2008, il rejoint le club français de l'USO Nevers qui évolue alors en Fédérale 2. Avec cette équipe, il participe à l'accession en Fédérale 1 en 2010, puis à la Pro D2 en 2017,. En juin 2017, après neuf saisons au club, il n'est pas conservé par le club nivernais.
Il rejoint le RC Hyères Carqueiranne La Crau, évoluant également en Fédérale 1, en 2017.
Après quatre saisons avec le club varois, il décide en 2021 de retourner vivre dans la Nièvre pour entamer sa reconversion professionnelle, tout en jouant avec le club de Saint-Léger en Fédérale 3,.

### En équipe nationale
Isei Colati est sélectionné pour la première fois avec l'équipe des Fidji en 2014, alors qu'il est âgé de 30 ans. Il obtient sa première cape internationale le 7 juin 2014 à l’occasion d’un test-match contre l'Italie à Suva.
Il fait partie du groupe sélectionné pour participer à la Coupe du monde 2015 en Angleterre,. Il dispute deux matchs de son équipe contre l'Angleterre et l'Australie. Blessé lors du match contre l'Australie, il est remplacé dans le groupe par Taniela Koroi.

## Palmarès

### En équipe nationale
- Vainqueur de la Pacific Nations Cup en 2015.
- Participation à la Coupe du monde 2015 (2 matchs).

## Statistiques
- 9 sélections entre 2014 et 2015.
- 0 point.